# Anacreontea
Anacreontea (en griego: Ἀνακρεόντεια) es el título otorgado a una colección de unos 60 poemas griegos sobre los temas del vino, la belleza, el amor erótico, Dioniso, etc. Los poemas datan de entre el siglo I a. C. y el siglo VI d. C., y son atribuido seudoepigráficamente a Anacreonte. La colección se conserva en el mismo manuscrito del siglo X como la Antología palatina (Palatinus gr. 23), junto con alguna otra poesía. Henri Estienne los publicó en 1554.
La colección de estos poemas, de numerosos imitadores anónimos, fue considerada durante mucho tiempo como obras del propio Anacreonte. Fueron preservadas en un manuscrito del siglo X que también incluía la Antología Palatina. Los poemas fueron publicados en 1554 con una traducción latina de Henry Estienne, conocido como Stephanus, pero se sabe poco sobre los orígenes del manuscrito. Salmasius informa haber visto el Anacreontea en la Biblioteca Palatina de Heidelberg en 1607. En 1623, fue entregado al Papa Gregorio XV después del saqueo de Heidelberg. Más tarde fue tomado de la Ciudad del Vaticano por Napoleón en 1797, quien lo recuperó como dos volúmenes separados. Uno de esos volúmenes fue devuelto a Heidelberg pero el otro permaneció en la Biblioteca Nacional de Francia en París.
En el siglo XVII, Thomas Stanley tradujo el Anacreontea al verso inglés. Algunos poemas también fueron traducidos por Robert Herrick y Abraham Cowley. Los poemas mismos parecen haber sido compuestos durante un largo período de tiempo, desde la época de Alejandro Magno hasta el momento en que el paganismo cedió en el Imperio Romano. Reflejan la elegancia desenfadada de muchas de las obras genuinas de Anacreonte, aunque no estaban escritas en el mismo dialecto griego jónico que usaba Anacreonte. También muestran referencias literarias y estilos más comunes a la hora de su composición real.